# Thierry Correia
Thierry Rendall Correia (* 9. März 1999 in Amadora) ist ein portugiesischer Fußballspieler, der beim FC Valencia unter Vertrag steht.

## Karriere

### Im Verein
Correia kam im Alter von 10 Jahren in die Akademie von Sporting Lissabon. Sein Pflichtspieldebüt für die erste Mannschaft gab Correia am 29. November 2018, als er beim 6:1-Auswärtssieg gegen Qarabağ FK in der Gruppenphase der UEFA Europa League spät im Match für Bruno Gaspar eingewechselt wurde. Am 11. August 2019 bestritt Correia sein erstes Spiel in der Primeira Liga bei dem 1:1-Unentschieden bei CS Marítimo.
Am 2. September 2019 unterschrieb Correia für eine Ablösesumme von 12 Millionen Euro einen Fünfjahresvertrag beim FC Valencia. Noch im selben Monat gab er sein Debüt in der spanischen Primera División und spielte beim 3:3-Unentschieden im Heimspiel gegen den FC Getafe über die vollen 90 Minuten.

### In der Nationalmannschaft
Thierry Correia durchlief von der U16 bis zur U21 alle portugiesischen Juniorennationalmannschaften. Er wurde mit der Portugiesischen U17 und U19 jeweils Europameister. Aufgrund seiner Abstammung könnte er auch für die Nationalmannschaft von Kap Verde spielen.

## Erfolge
- U17-Europameister: 2016
- U19-Europameister: 2018